# Josef Ludl (Schauspieler)

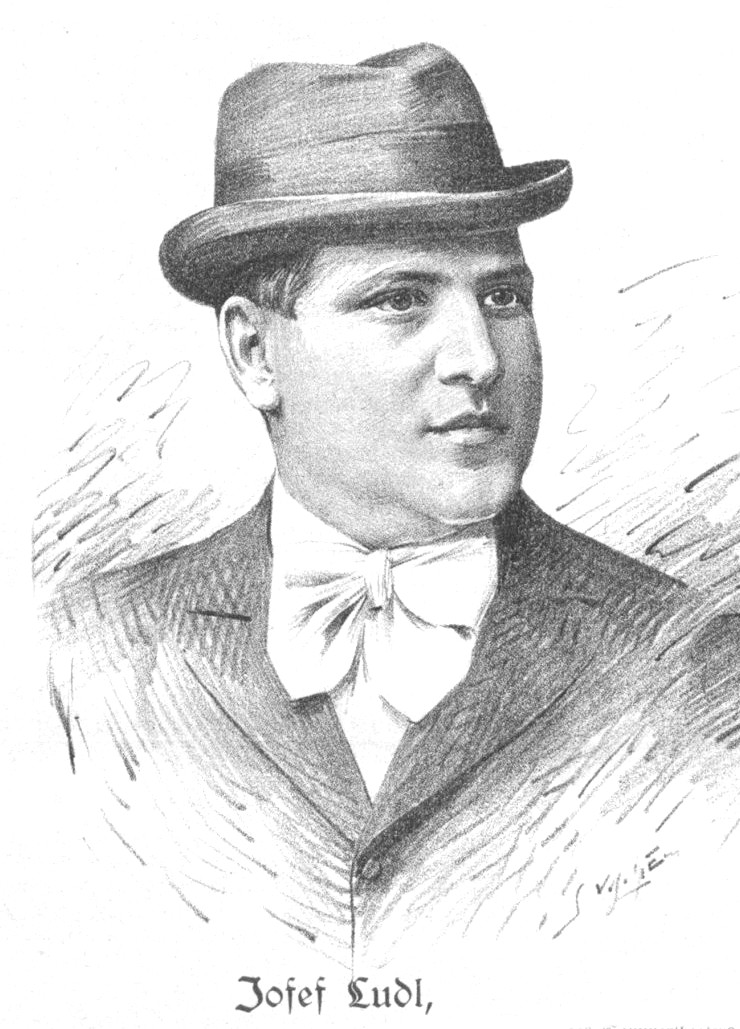
Josef Ludl im Jahre 1895

Josef „Pepi“ Ludl (* 31. Januar 1868 in Neu-Erlaa; † 6. Januar 1917 in Berlin) war ein österreichischer Schauspieler und Operettensänger in der Stimmlage Bass. Er gehörte zu jenen Künstlern, die den Operetten von Franz Lehár, Leo Fall und Oscar Strauss zum Siege und zu Serienaufführungen verhalfen.

## Leben und Wirken
Der Sohn eines Gasthofbesitzers begann seine Bühnenlaufbahn im Alter von 20 Jahren in Döbling. Ab 1899 war er festes Ensemblemitglied und Erster Komiker am Staatstheater am Gärtnerplatz:
Schon um die Jahrhundertwende war er der volkstümlichste Schauspieler Münchens und der meistebeschäftigste dazu. Denn bei jeder neuen Operette wollte das Publikum den Komiker in einer neuen Rolle sehen. So ist er in den 17 Jahren seines hiesigen Wirkens rund 5000 mal auf der Bühne gestanden... Seine eigentliche Glanzzeit begann 1906 mit dem Einzug der 'Lustigen Witwe', worin er die Rolle des Njegus allein über 300 mal spielte.
Pepi Ludl gründete zusammen mit Ludwig Heller die Filmproduktionsgesellschaft Iris Film München. In der German Early Cinema Database der Universität zu Köln sind sechs Stummfilmproduktionen im Zeitraum von 1911 bis 1916 nachgewiesen. In der 5-minütigen Produktion Die Lustigen Vagabunden (Regie: Elias Möllendorf) von 1913 spielte Karl Valentin einen Gendarm. In der aus dem gleichen Jahr stammenden Produktion Pepi mag nicht mehr, für die Ludl mit Heller zusammen das Drehbuch schrieb und Regie führte, spielte Ludl selbst einen beleibten Soldaten, der Schwierigkeiten beim Militär hat, als junger Offiziersbursche eines Oberstleutnants sowie als Liebhaber. Er selbst begehrt im Film ohne Erfolg das junge Kammermädchen, während ihm die Köchin nachstellt. Nachdem der Film zunächst von der Polizeidirektion in Berlin verboten wurde, kürzten die beiden Produzenten den Film insbesondere um diese Szenen, die danach nur noch im Programmtext nachzulesen waren. Pepi Ludl beschließt im Film den Suizid, erhält aber anstelle von Arsenik ein Abführmittel, wodurch der Film zur Belustigung des Publikums mit einer Szene in der Bedürfnisanstalt endet. Die gekürzte Fassung (700 von 800 m Filmmaterial) wurde mit einem Jugendverbot belegt und zu Beginn des Jahres 1914 in den „Kammerlichtspielen“ uraufgeführt, die den Film anschließend auch weitergaben. Bis 1917 sind in der German Early Cinema Database weitere vier Filme gelistet, in denen Ludl zu sehen war.
1916 ging Ludl an das Berliner Metropoltheater, das ihm das Fünffache seiner Münchener Gage bot. Doch der Künstler fühlte sich dort nicht wohl „und verzehrte sich in Sehnsucht an dem, was er verloren“. Nur wenige Monate in Berlin lebend, setzte Ludl seinem Leben ein Ende.

## Rollenrepertoire (Auswahl)
- Fürst Flausenthurn: Ein Walzertraum
- Basil Basilowitsch: Der Graf von Luxemburg
- Dagobert Millefleurs: Eva
- Lindoberer: Der fidele Bauer
- Romuald Talmi: Das Puppenmädl
- Glasermeister Töschl: Das Dreimäderlhaus

## Filmografie
- 1913 Pepi mag nicht mehr (Iris Film München; Drehbuch und Regie mit Ludwig Heller)[8]
- 1916: Pepi als Tugendwächter (Münchner Kunstfilm Ostermayr)[9]
- 1916: Alles umsonst (Münchner Lichtspielkunst; mit Wilhelm Diegelmann und Marga Köhler)[10]
- 1917: Pepi im Harem (Münchner Kunstfilm Ostermayr)[11]
- 1917: Onkel Tobias als Tugendwächter (mit Karl Günther, Georg Burghardt und Thea Steinbrecher)[12]

## Diskografie
- im Duett mit Hermann Vallentin: Die Mädis vom Chantant / Jaj Mamám (aus Die Csárdásfürstin; Schellack-10″; Deutsche Grammophon)[13][14]